# Sant'Anna (Rosà)
Sant'Anna (Sant'Ana in veneto) è una frazione del comune italiano di Rosà, in provincia di Vicenza.
Comprende la parte sud-occidentale del comune.
Il territorio della Parrocchia include anche la località Scalchi del confinante comune di Cartigliano.